# Anaeini
Tribu
Anaeini est une tribu de lépidoptères diurnes de la famille des Nymphalidae et de la sous-famille des Charaxinae. La tribu compte une centaine d'espèces principalement néotropicales.

## Distribution
La tribu des Anaeini est exclusivement néotropicale à l'exception d’Anaea troglodyta dont la répartition s'étend à l'Amérique du Nord. De nombreuses espèces sont distribuées en Amérique centrale y compris au Mexique, et quelques rares espèces peuvent se rencontrer dans les Caraïbes.

## Systématique
Les relations phylogénétiques de la tribu Anaeini sont majoritairement inconnues. Un travail de thèse portant sur l'utilisation jointe de données moléculaires et morphologiques a permis de réviser partiellement la tribu. Toutefois, ce travail n'est pas publié dans une revue à comité de lecture, et un travail moléculaire plus large est en cours, qui permettra de résoudre la phylogénie du groupe. Un travail similaire sur la phylogénie de la tribu des Preponini a permis de reclasser le genre monotypique Anaeomorpha dans une tribu propre, celle des Anaeomorphini. La classification ci-dessous reflète donc l'état des connaissances actuelles principalement basées sur l'étude morphologique des papillons de la tribu Anaeini.

## Classification
Genres et sous-genres :
- Anaea
- Consul (probablement polyphylétique)
- Fountainea
- Hypna
- Memphis (formerly included in Anaea)
- Polygrapha (probablement polyphylétique)
- Siderone
- Zaretis (probablement paraphylétique)